# Kārlis Ulmanis
Pour les articles homonymes, voir Ulmanis.
Kārlis Ulmanis est un homme d'État letton, né le 4 septembre 1877, à Bērze, en  Zemgale, dans le sud de la Lettonie, alors sous domination russe et mort le 20 septembre 1942 dans la prison de Krasnovodsk (aujourd'hui Türkmenbaşy), en Union soviétique, actuellement au Turkménistan.

## Débuts

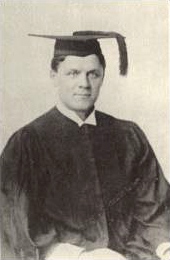
Karlis Ulmanis étudiant à l'université du Nebraska.

Après des études d'agronomie en Suisse, à l'Institut fédéral suisse de technologie à Zurich, puis en Allemagne à l'université de Leipzig, il participe activement à la révolution russe de 1905. Contraint à l'exil après une courte période de détention à Pskov, il se réfugie aux États-Unis et obtient un diplôme d'agronome à l'université du Nebraska avant d'y être recruté comme enseignant.
En 1913, amnistié, il rentre au pays. En 1917, à l'occasion des évènements révolutionnaires en Russie, il fonde l'Union des paysans de Lettonie qui revendique activement l'indépendance du pays. Le 18 novembre 1918, avec d'autres patriotes ayant participé comme lui à la fondation du Conseil national du peuple letton (Tautas Padome), il est de ceux qui déclarent l'indépendance de la Lettonie.
Élu chef du gouvernement provisoire de Lettonie le 14 juillet 1919, il reste Premier ministre jusqu'en juin 1921. Au cours de cette période, il mène la lutte contre les agressions extérieures allemande (Baltische Landeswehr et Freikorps) ou russe (blancs et bolcheviks), appuyé en cela par la France et la Grande-Bretagne. C'est également à Ulmanis que l'on doit la mise en place d'un parlement (Saeima) qu'il convoque pour la première fois le 11 août 1920.
Ulmanis est de nouveau Premier ministre de décembre 1925 à mai 1926 et de mars 1931 à décembre 1931. Il retrouve le pouvoir pour ne plus le perdre le 17 mars 1934.

## L'état de siège

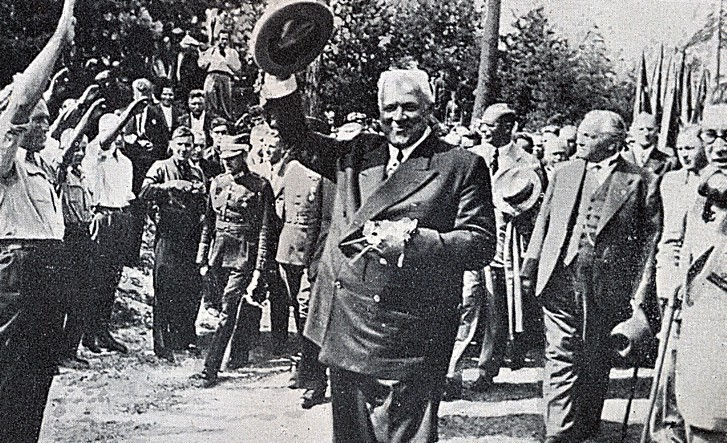
Kārlis Ulmanis en 1934.

Le 15 mai 1934, dans le cadre d'une extrême détérioration de la situation économique et politique (agitation des nazis lettons, dirigés par Gustavs Celmiņš et des communistes, dont les leaders avaient trouvé refuge en URSS), il déclare l'état de siège avec l'appui du général Jānis Balodis.
Tous les partis, ainsi que le parlement sont dissous. À partir de 1936, date de l'expiration du mandat du président Alberts Kviesis, Ulmanis cumule les fonctions de Premier ministre et de président de la République et prend le titre de Tautas Vadonis (« chef de la Nation » en letton).
Sur le plan économique, après la grave crise économique subie à partir de 1931, le commerce extérieur reprend son essor grâce à la reprise des achats allemands et anglais. La politique de nationalisme économique suivi limite les importations de produits qualifiés de luxe et veille par des accords de compensation bilatérale à équilibrer la balance des échanges commerciaux avec chaque État. Mais l'économie lettonne profite surtout de la forte politique de dépenses publiques suivie par le régime, en matière de construction d'édifices publics (monuments, écoles, postes, coopératives) qui vise en même temps à exalter l'identité nationale et structurer la société. Le régime profite également de très bonnes récoltes mais développe surtout son économie d'élevage: à la fin des années trente, la Lettonie est devenue un petit Danemark en exportant des quantités considérables de beurre et de viande (dont la qualité ne cesse d'augmenter grâce aux investissements et aux contrôles effectués) vers les marchés occidentaux.
Pendant cette période, la Lettonie a obtenu les meilleurs résultats dans la lutte contre l'analphabétisme en Europe.
En politique étrangère, Il signe un traité d'alliance militaire avec l'Estonie et la Lituanie, créant l'Entente baltique. Mais les trois Pays baltes sont donnés à l’URSS, par le Pacte germano-soviétique (23 août 1939). L’URSS oblige les trois pays, sous menace d'invasion, à accepter une occupation militaire et la cession de plusieurs bases militaires.
Après l'invasion soviétique le 17 juin 1940 (en fait, l'armée russe déjà stationné en Lettonie prend le « pouvoir », soutenu par les communistes lettons), Ulmanis est arrêté le 21 juillet et déporté en Union soviétique. Il y meurt le 20 septembre 1942.

## Après sa mort

Kārlis Ulmanis sur un timbre letton de 2001.

Pendant l'occupation soviétique (1944 - 1991), il est décrit par le régime communiste comme étant un dictateur fasciste.
En 2003, une statue de l'ancien chef de l'État a été inauguré à Riga, la capitale du pays, en présence du Premier ministre de l'époque, Einars Repše.
Son petit-neveu Guntis Ulmanis est président de la république de Lettonie du 7 juillet 1993 au 8 juillet 1999.